# Atos de Pedro

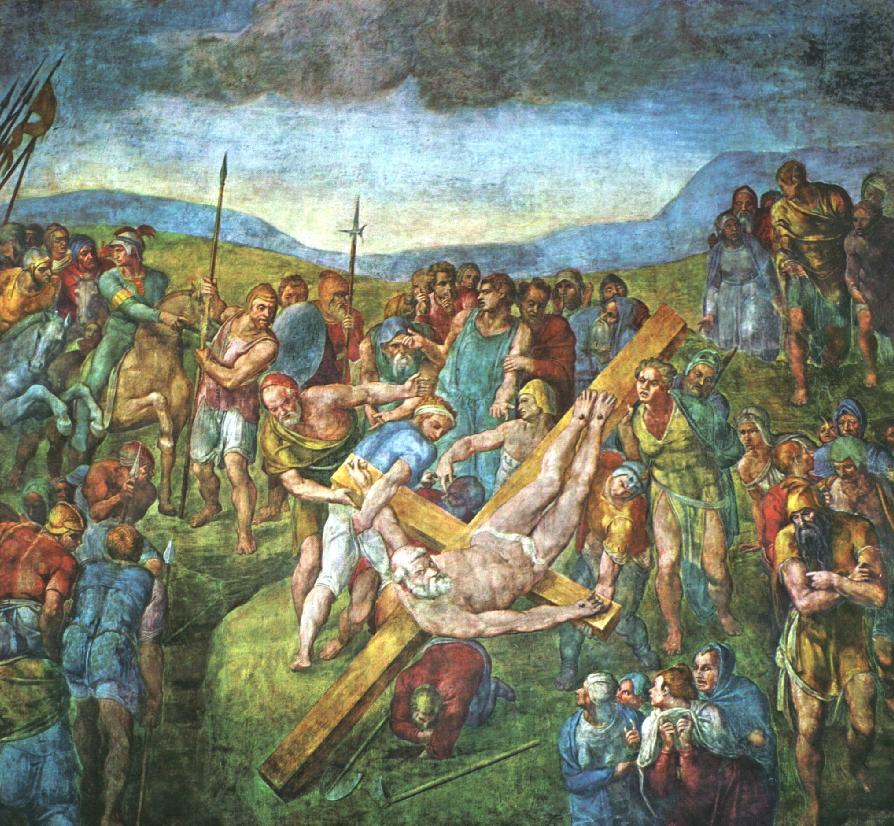
Martírio de São Pedro, por Michelângelo

Atos de Pedro é um dos mais antigos atos apócrifos dos Apóstolos. A versão mais completa do texto sobreviveu na tradução latina do Manuscrito Vercelli. Notável por sua descrição de uma competição de milagres entre São Pedro e Simão Mago, também é o primeiro registro da tradição de que São Pedro foi cruficado de cabeça-pra-baixo.

## Autor e data
O texto foi escrito originalmente em grego durante a segunda metade do século II dC, provavelmente na Ásia Menor. O consenso entre os acadêmicos é de que ele foi baseado nos Atos de João e tradicionalmente acredita-se que os dois foram escritos por Leucius Charinus, que Epifânio de Salamis ("Adversus Haereses", lxi, 1; lxiii, 2) identifica como sendo companheiro de João.

## Conteúdo
No texto, Pedro realiza milagres como ressuscitar um peixe defumado e fazer cachorros falarem. O texto condena Simão Mago, uma pessoa importante associada ao Gnosticismo, que parece ter sido uma grande preocupação do autor do texto. Algumas versões fornecem relatos de mulheres que prefeririam paralisia ao sexo, alguma vezes, incluindo na versão do Códice de Berlim, a mulher em questão seria a filha de Pedro.
Ele conclui descrevendo o martírio de Pedro como sendo uma crucificação de cabeça-pra-baixo, uma tradição atestada pela primeira vez nesta obra. Estes capítulos finais, preservados separadamente como Martírio de Pedro em três manuscritos gregos e em diversas outras línguas (fragmentos em copta, siríaco, árabe, armênio e eslavônico). Por causa disto, alguns propõem que o relato do martírio seja o texto original ao qual os capítulos anteriores foram afixados.